# Jean-Marc Jaumin
Jean-Marc Jaumin (Sint-Agatha-Berchem, 5 februari 1970) is een Belgisch voormalig basketballer en basketbalcoach.

## Carrière
Jaumin begon zijn profcarrière bij de Belgische eerste klasser CEP Charleroi waar hij na een jaar vertrekt en gaat basketballen voor BC Oostende. Na negen seizoenen in de Belgische eerste klasse trekt hij naar het Spaanse Baloncesto Málaga, na een seizoen gaat hij naar het Griekse Apollon Patras. Van 2001 tot 2002 was hij speler bij Real Madrid. Later speelde hij nog voor de Spaanse club CB Gran Canaria. Hij keerde in 2002 terug naar België en ging spelen voor Dexia Mons-Hainaut, hij sloot zijn spelerscarrière af bij BC Oostende.
Hij werd daarna basketbalcoach eerst als assistent en niet veel later als hoofdcoach bij BC Oostende. In 2012 trok hij naar het Nederlandse Den Helder Kings waar hij hoofdcoach is tot in 2014. Tussen 2015 en 2017 was hij actief bij de Zwitserse clubs Lugano Tigers en Lions de Genève. Hij keert terug naar België en gaat aan de slag bij Okapi Aalstar waar hij twee jaar coach is. Van 2019 tot 2021 was hij hoofdcoach van de Nederlandse club Heroes Den Bosch.
In oktober 2021 volgde hij bij Phoenix Brussels de ontslagen Ian Hanavan op als hoofdcoach. In maart 2023 werd bekendgemaakt dat Jaumin aan het einde van het seizoen vervangen werd door Serge Crèvecoeur. Hij tekende daarna een contract bij het Nederlandse Landstede Hammers waarmee hij ook uitkomt in de BNXT-League en verving er interim-coach Mark van Schutterhoef. Na een seizoen stopte de samenwerking.
Van 2015 tot 2016 was hij tevens actief als jeugdcoach van de U23 van het Belgische nationale team. In de zomer van 2024 werd hij opnieuw coach van de nationale jeugdelftallen met die van de U20.

## Erelijst

### Als speler
- Belgisch landskampioen: 1995, 2006
- Belgisch bekerwinnaar: 1991, 1997, 1998
- Korac Cup: 2001
- Belgisch speler van het Jaar: 1995, 1996, 2006

### Als coach
- Belgisch bekerwinnaar: 2011
- Zwitserse Supercup: 2015
- Zwitsers bekerwinnaar: 2017